# Ahuacatlán kommun, Puebla
Ahuacatlán är en kommun i Mexiko.   Den ligger i delstaten Puebla, i den sydöstra delen av landet, 150 km öster om huvudstaden Mexico City. Antalet invånare är 14 754. Arean är 94 kvadratkilometer.
Terrängen i Ahuacatlán är kuperad österut, men västerut är den bergig.
Följande samhällen finns i Ahuacatlán:
- Tlacotepec
- San Jerónimo Coaltepec
- Pochálcatl
- San Marcos Eloxochitlán
- Tonalapa
- Analco
- Cuanalá
- Atempa
- Cuacuilco
- Agua Fría
- Tlacomulco
- Tlalacal
- Camino de San Marcos
- Ixtlahuaca
- San Francisco Ixquihuacan
- Tepantzingo
- Zitlala
- El Paraíso
- Rancho Nuevo